# Tipula (Pterelachisus) geisha
Tipula (Pterelachisus) geisha is een tweevleugelige uit de familie langpootmuggen (Tipulidae). De soort komt voor in het Palearctisch gebied.